# Franz Wilhelm Yonga
Franz Wilhelm Yonga (* ca. 1751 in Westafrika; † 25. September 1798 in Detmold) war ein deutscher Hofmohr, der gegen seinen Sklavenstatus gerichtlich vorging.

## Leben
Yonga stammte von der Goldküste, einem Gebiet in Westafrika, das heutzutage ungefähr vom Staat Ghana abgedeckt wird. Robert Gordon, Kapitän und Eigner des Sklavenschiffs „Otter“, verkaufte den vierzehnjährigen Yonga am 20. Juli 1765 auf dem Londoner Sklavenmarkt für 47 englische Pfund und 15 Schillinge an den damals in Westminster ansässigen Deutschen Franz Christian von Borries als Sklaven. Wie Yonga von Afrika nach England kam, wo er spätestens in London von seiner Familie getrennt worden sein muss, ist nicht bekannt. Yonga sollte ursprünglich auf die Karibikinsel Antigua verkauft werden, um auf den dortigen Plantagen zu arbeiten. Dies scheint zumindest aus dem englisch verfassten Kaufvertrag, der noch erhalten ist, hervorzugehen.

### Taufe und Sklavenarbeit in Deutschland und England
Freiherr von Borries war durch Vermittlungstätigkeiten zwischen England und Preußen während des Siebenjährigen Krieges (1756–1763) und bei dessen finanzieller Abwicklung in den Nachkriegsjahren zu einigem Wohlstand gelangt. Yonga, dessen Besitz durchaus als Statussymbol zu gelten hatte, diente ihm bei seinen Unternehmungen als Reisebegleiter, Friseur, Raseur und Tafeldecker.
Am 28. Oktober 1767 ließen der Amtsrat Freiherr von Borries und seine kinderlose Gattin Friederike Wilhelmine (geb. Schrader), die beide aus Rahden gebürtig waren, Yonga in der evangelischen Kirche zu Rahden taufen, und er bekam den christlichen Namen Franz Wilhelm. Zuvor hatte sich Yonga vor der zahlreich versammelten Gemeinde erfolgreich einer Glaubensprüfung unterzogen. Eine spätere Taufe auf den Namen William Francis in St. James (Westminster), wie sie der Historiker Wolfgang Bechtel für das Jahr 1770 annimmt, scheint deshalb wenig wahrscheinlich.

### Gescheiterte Fluchtversuche
1774 nahm das eher unstete Leben, welches Yonga bis dahin mit seinen Herrschaften führte, ein Ende. Amtsrat von Borries erwarb in der Grafschaft Lippe (Detmold) das Rittergut Eckendorf als ständigen Wohnsitz. In den nächsten Jahren trübte sich das Verhältnis zwischen ihm und Yonga zusehends. Freiherr von Borries sah Yonga trotz seiner christlichen Taufe und Daueraufenthaltes im Heiligen Römischen Reich gemäß der damals üblichen Praxis als sein Eigentum an. Zwei Fluchtversuche Yongas (1778 und 1788) scheiterten.

### Freier Hofmohr im Fürstentum Lippe (Detmold)
1789 schenkte von Borries Yonga dem jungen Grafen Leopold I. zur Lippe (ab 1789 Fürst zur Lippe). Fortan – seit dem 15. Mai 1789 – diente Yonga in der Detmolder Residenz als sogenannter Hofmohr. Er war nun ein freier Diener, der regelmäßig Lohn erhielt. Bald darauf heiratete Yonga Anna/Anne Menken, die Tochter eines Kötters von Gut Eckendorf. Sie überlebte ihn um 23 Jahre. Am 10. Oktober 1790 wurde in Detmold das erste von sieben Kindern geboren. Allerdings überforderten der Umzug nach Detmold und die Eheschließung Yonga finanziell, weshalb er sich an seinen ehemaligen Herrn wandte und um Entschädigung für mehr als zwanzig Jahre Dienst bat.

### Entschädigungsprozess Yongas gegen ehemaligen Sklavenhalter von Borries
Weil von Borries die Bitten Yongas ignorierte, strengte dieser unter Inanspruchnahme des Armenrechts im relativ fortschrittlichen Fürstentum Lippe einen Prozess gegen den Freiherrn an. Ihm zur Seite stand der Lipper Rechtsanwalt Antzen oder Antze. Von Borries vertrat in seiner Einlassung den Standpunkt, Sklaverei sei eine seit Jahrhunderten geübte Praxis in England und Frankreich. Yonga sei sein rechtmäßig erworbenes Eigentum gewesen, dem er niemals die Freiheit geschenkt habe. Stattdessen fordere er nunmehr eine Entschädigung für die vielen Wohltaten, die er dem undankbaren Yonga erwiesen habe: „Rettung aus den unerträglichsten Sklavenfesseln und die Überlieferung in die Hände eines sanften und gerechten Fürsten.“ Außerdem habe er Unterhalt für ein uneheliches Kind Yongas aus einer vorigen Verbindung gezahlt, dessen Mutter verstorben sei.
Yonga und sein Anwalt Antzen vertraten hiergegen einen Standpunkt, der von den Gedanken der Aufklärung und den Prinzipien der Menschenrechtserklärung der Französischen Revolution von 1789 geprägt war: „Wir armen Geschöpfe auf Gottes Erdboden wären ja übel dran, wenn ein Mensch von zwei anderen bei einem Glas Rum oder einer Portion Roastbeef verkauft oder verschenkt werden könnte.“ Yonga habe keinen Vertrag mit von Borries geschlossen, sei also als freier Mensch mit ihm aus England gekommen und beanspruche die ausstehenden Löhne und Trinkgelder für 22 Jahre Arbeit.
Nach einem für Yonga und Antzen ungünstigen Rechtsgutachten der Universität Rinteln aus dem Jahre 1793 wollte der Anwalt Yongas schon aufgeben, wurde aber von der lippischen Justizkanzlei zu weiteren Anstrengungen angehalten. Auch Fürst Leopold I., zu dem Yonga in einem besonderen Vertrauensverhältnis stand, setzte sich gegenüber von Borries für seinen „alten, treuen, ehrlichen Wilhelm, den Mohren“ ein und bat ihn, Yonga „nicht länger das vorzuenthalten, was er für seine Familie braucht.“ Am 11. November 1795 verstarb von Borries, was Yonga nicht davon abhielt, den Prozess nun gegen die Witwe von Borries zu betreiben. Nach einigem Hin und Her einigten sich die Parteien auf die Zahlung von 100 Talern, statt der von Yonga ursprünglich geforderten 330 Taler.
Lange auskosten konnte der seit 1794 gesundheitlich angeschlagene Yonga seinen Erfolg jedoch nicht. Am 25. September 1798 starb er an Auszehrung, vermutlich Tuberkulose. 

### Nachkommen
Frantz Wilhelm Yonga, dessen Nachname in den Quellen in den Schreibweisen Yonga, Yunka, Junka, Jonka oder Junker vorkommr, 
war seit 1789 mit Anna Maria Catharina Mencke (1759-1821) aus Bexterhagen verheiratet.
Dieser Ehe entstammten mehrere Kinder, von denen vier namentlich bekannt sind:
- Simon Heinrich Wilhelm, geboren am 10. Juli 1790, gestorben vor dem 21. September 1797
- Sophie Dorothea Marie, geboren am 6. November 1791, gestorben am 8. März 1796
- Johanne Elisabeth Ernestine, geboren am 15. September 1794, gestorben am 21.01.1797
- Justine Louise, geboren am 26. August 1795, gestorben am 21. April 1861

Die 1795 geborene jüngste Tochter Justine Louise Junka überlebte als einzige dieser vier Kinder, die anderen drei starben bereits zu Lebzeiten des Vaters.
Justine Louise ging als junge Frau mit dem Soldaten Johann Friedrich Rosenbusch gen. Lebrecht eine uneheliche Beziehung ein, aus der der 1820 geborene Simon Heinrich Wilhelm Lebrecht hervorging. Dieser schlug eine militärische Laufbahn als Unteroffizier ein. 
Aus dessen Ehe mit der aus Enger stammenden Catharine Marie Pörtner ging ein Sohn hervor, der am 11. April 1852 in Detmold geborene Heinrich Arnold Leberecht. Lebrecht, von Beruf Malermeister, war mit Adeline Meyerdierks aus Hodenberg verheiratet. Heinrich Arnold Lebrecht verstarb am 20. Juli 1931 in Bremen-Osterholz. Dieser Urenkel Yongas wurde bislang als der letzte nachweisliche Abkömmling betrachtet.
Im Heiratsnebenregister 1918 des Standesamtes Wiesbaden findet sich ein Eintrag zu einem Handlungsgehilfen names Heinrich Arnold Lebrecht, geb. am 25. Juni 1897 zu Oberneuland, "Sohn des Malers Heinrich Arnold Lebrecht und seiner Ehefrau Adeline, geborene Meyerdircks, wohnhaft in Ellen bei Bremen". Dieser heiratete die Dienstmagd Anna Maria Heuberger, wohnhaft in Wiesbaden. Demnach war die Ehe des älteren Heinrich Arnold nicht kinderlos.

### Bedeutung Yongas und seines Prozesses
Die Bedeutung des Kampfes von Yonga besteht vor allem darin, dass er selbst – unterstützt von Fürsprechern aus der weißen Mehrheitsgesellschaft  – als schwarzer Sklave seine Rechtssache unerschrocken in die Hand genommen und konsequent verfolgt hat. Dieser Kampf ging von der oft postulierten, aber längst nicht gegebenen Gleichwertigkeit seiner Person als Schwarzer mit allen anderen Bürgern aus. Ein solcher „Prozess, in dem ein früherer Sklave seinen Herrn auf Nachzahlung von Lohn verklagte, dürfte wohl einmalig sein“. Zugleich dokumentiert Yongas Fall, dass im Heiligen Römischen Reich – anders als oft angenommen – die Sklaverei nicht per se ausgeschlossen war, sondern neben der weitverbreiteten Leibeigenschaft existierte, wie die Bremer Professorin Rebekka von Mallinckrodt in dem bis 2022 laufenden Projekt „The Holy Roman Empire of the German Nation and its Slaves“ nachweist.